# Église Saint-Germain de Thorée-les-Pins
Pour les articles homonymes, voir Église Saint-Germain.
L'église Saint-Germain, est une église paroissiale de culte catholique romain, située à Thorée-les-Pins dans le département français de la Sarthe, en région Pays de la Loire.
Construite au XIe siècle, elle est dédiée à saint Germain.

## Histoire
L'église de Thorée est probablement construite au XIe siècle, ce qui en fait l'une des plus anciennes de la vallée du Loir.
Les travaux d'aménagement du chœur et de l'abside ont lieu en 1698, sous l'impulsion de l'abbé Auger, curé de Thorée, comme en témoigne une inscription gravée sur les marches de l'autel.
De nouveaux bancs sont installés dans le nef en 1959.

## Description
L'église Saint-Germain de Thorée-les-Pins se compose d'une nef unique couverte d'une charpente lambrissée, d'un chœur voûté et d'une abside en cul-de-four. Cette disposition rappelle celle d'églises voisines comme celles de Saint-Lubin de Coulongé ou de Notre-Dame de Pringé. Un arc triomphal ferme la nef et deux petits ouvertures y sont percées pour atteindre les chapelles latérales qui flanquent le chœur.
L'ensemble des murs intérieurs sont recouverts de peinture blanche. Le chœur est couvert d'une voûte en plein cintre, décorée de nervures qui reposent sur des culots sculptés.
Le portail de la façade est surmonté d'un arc comprenant des dessins losangés, en pierre de tuffeau.